# امپدانس خروجی
امپدانس خروجی یک شبکه الکتریکی اندازه‌گیری مخالفت جریان جاری (امپدانس)، چه ایستا (مقاومت) و چه پویا (راکتانس) است که به شبکه بار موجود وصل می‌شود که برای منبع الکتریکی داخلی است. امپدانس خروجی اندازه‌گیری از تمایل منبع برای افت ولتاژ هنگامی که بار جریان می‌کشد، است، شبکه منبع بخشی از شبکه است که انتقال می‌دهد و شبکه بار بخشی از شبکه است که مصرف می‌کند.
به همین دلیل، امپدانس خروجی را بعضی اوقات به عنوان مقاومت منبع یا امپدانس داخلی می‌نامند.

مدار در سمت چپ مجموعه مرکزی دایره‌های باز مدار منبع را مدل می‌کند، در حالی که مدار سمت راست مدار متصل را مدل می‌کند. Z_{S} امپدانس خروجی است که توسط بار مشاهده می‌شود، و Z _{L} امپدانس ورودی است که توسط منبع دیده می‌شود.

## باتری
مقاومت داخلی مفهومی است که به مدل‌سازی پیامدهای الکتریکی از واکنش‌های شیمیایی پیچیده درون یک باتری کمک می‌کند. اندازه‌گیری مستقیم مقاومت داخلی باتری غیرممکن است، اما می‌توان از داده‌های جریان و ولتاژ که از یک مدار اندازه‌گیری می‌شود، آن را محاسبه کرد. هنگام بکارگیری بار بر روی باتری، مقاومت داخلی را می‌توان از معادلات زیر محاسبه کرد:
{\displaystyle {\begin{aligned}R_{B}&=\left({\frac {Vs}{I}}\right)-R_{L}\\&={\frac {V_{S}-V}{I}}\end{aligned}}}
که در این‌جا
{\displaystyle R_{B}} مقاومت داخلی باتری است
{\displaystyle V_{S}} ولتاژ باتری بدون بار است
{\displaystyle V} ولتاژ باتری با بار است
{\displaystyle R_{L}} مقاومت کل مدار است
{\displaystyle I} جریان مصرف‌شده کل توسط باتری است